# 乌州 (辽朝)
乌州，静安军，辽朝时设置的州。
本乌丸之地，辽北大王拨剌占为牧场，建城，从军南征，俘汉民置爱民县（今吉林省双辽市）一千户。後隶兴圣宫。有辽河、夜河、乌丸川、乌丸山。仅领一县：爱民县。金朝废除。